# كرسي الأسنان

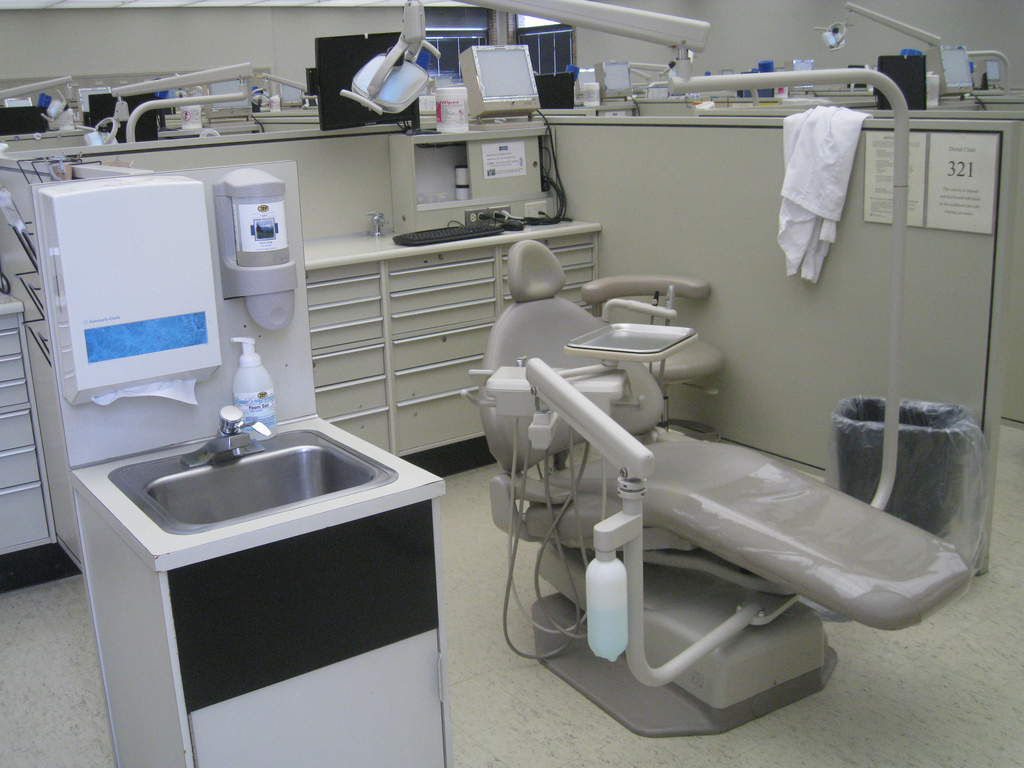
آلة كرسي الأسنان

كرسي الاسنان هو كرسي كبير بالإضافة إلى كونه آلة كهربائية في نفس الوقت، يستخدم في عيادة طبيب الاسنان. في الحد الأدنى، يقدم محرك (كرسي) الأسنان كمصدر للطاقة الميكانيكية لقبضة واحدة أو أكثر.
عادة، تشمل صنبور صغير وبالوعة للبصق، أيضًا خراطيم هوائية للشطف والشفط، فوهة الماء المضغوط الهواء/الري النفخ أو غسل الحطام الناتج من منطقة العمل في فم المريض.
كرسي الأسنان أحيانًا يشمل التنظيف بالموجات الصوتية يوجد أيضًا قبضة تحكم صغيرة بصينية كرسي الأسنان، لمبة الرؤية للأسنان، وإمكانية وجود شاشة كمبيوتر للعرض. وتعتمد آلية رفع «كرسي الأسنان» على انتقال الضغط في السوائل المتوازنة.

## مكونات جهاز الأسنان
1. دواسة القدم الهوائية: عبارة مفتاح هوائي يضغط بواسطة القدم ليفتح بوابة مرور الهواء الضغوط من ضاغطة الهواء.
2. كرسي ألأسنان ويتكون من:
  1. ذراع الإنارة
  2. ذراع الآلات
  3. المبصقة والمائيات
  4. الذراع المساعد
  5. منظور ألأشعة

هناك نظامان يعمل بهما كرسي طبيب الأسنان: منظومة هيدروليك بواسطة مضخة هيدروليك وخزان ومكبسين واحد للصعود الكرسي ونزوله، والأخر لتقدم مسند الظهر ورجوعه إلى الخلف، ومجموعة من الصمامات الكهربائية. وللتحكم بهذه العملية بواسطة مجموعة من الأزار الكهربائية.

## مبدأ العمل
عندما نضغط على زر الصعود مثلا نعطي ايعاز للصمام الكهربائي بالفتح وفي نفس الوقت هناك إيعاز أيضا للمضخة بالعمل حيث سوف تدفع بالهيدروليك لدفع المكبس المثبت في أسفل الكرسي فيبدأ الكرسي بالصعود إلى الأعلى. وعند التوقف من الضغط على الزر سوف تتوقف المضخة عن العمل وفي نفس الوقت ينغلق الصمام ولايسمح للزيت بالرجوع. وبقية العمليات نفس المبدأ. ويعتبر هذا النظام مكلف لكثرة ملحقاته ويحتاج إلى صيانة.
والثانية نظام المحرك اللولبي. يكون العمل بهذا النظام بواسطة محرك ومثبت في محوره لولب وصمنه تكون الصمنة ثابتة ومثبتة وعند دوران المحرك عكس اتجاه عقرب الساعة يبدأ الكرسي بألصعود وبالطبع يكون المحرك مثبت أيضا وعند الدوران باتجاه عقرب الساعة يبدأ الكرسي بالنزول. (مثل موتور تحريك الدش) وبنفس الطريقة يعمل مسند الظهر. أما هذا النظام غير مكلف واقتصادي ونظيف لعدم وجود الزيت وأيضا قليل الأعطال وسهل الصيانة (ولكن صوته عالي وبطيء الحركة).
أما أبعاد الكرسي فهي مختلفة ولكن أغلبها تقارب هذه الأرقام 175X85X180 سم. أما الوزن تقريبا 150 كغم. وهناك أنواع من الكراسي الحديثة تعمل بواسطة بوردات إلكترونية بلمسه واحده تعمل المنظومة وبأخرى تتوقف (لوحة معالجة – جهاز كمبيوتر مصغر). أما مسند الرأس يثبت وضعه واتجاهه يدويا.
الوحدة الجانبية لجهاز الأسنان، والذي يتكون من:
- المبصقة وأنابيب التجهيز: أنبوب ماء القدح يمكن التحكم به بواسطة صنبور ماء يدوي أو بواسطة زر كهربائي. موصّل مع صمام كهربائي يفتح عند الضغط عليه. وأنبوب آخر يكون في حالة جريان مستمر إلى المبصقة ويغلق عند الانتهاء. يمكن أن يعمل كهربائيا أيضا.

- ماصة اللعاب تعمل بنظامين إما بجريان الماء في أنبوب فنجوري تعمل على مص اللعاب مع جريان الماء، أو بواسطة جريان الهواء. وكلما زاد الجريان ازداد المص.

- جهاز شفط عالي القدرة يعمل بواسطة محرك كهربائي شافط. يستخدم في حالة العمليات الجراحية.

- قنينة لخزن الماء المضغوط لحالات التبريد والرش أثناء عمل آلات الحفر وغيرها.

ذراع الإضاءة: وفيه مصباح الإنارة الهالوجيني بقدرة 50-70 واط 12-24 فولت. وعاكسة لتسليط الإضاءة بشكل مستقيم ومركز.

## معرض صور

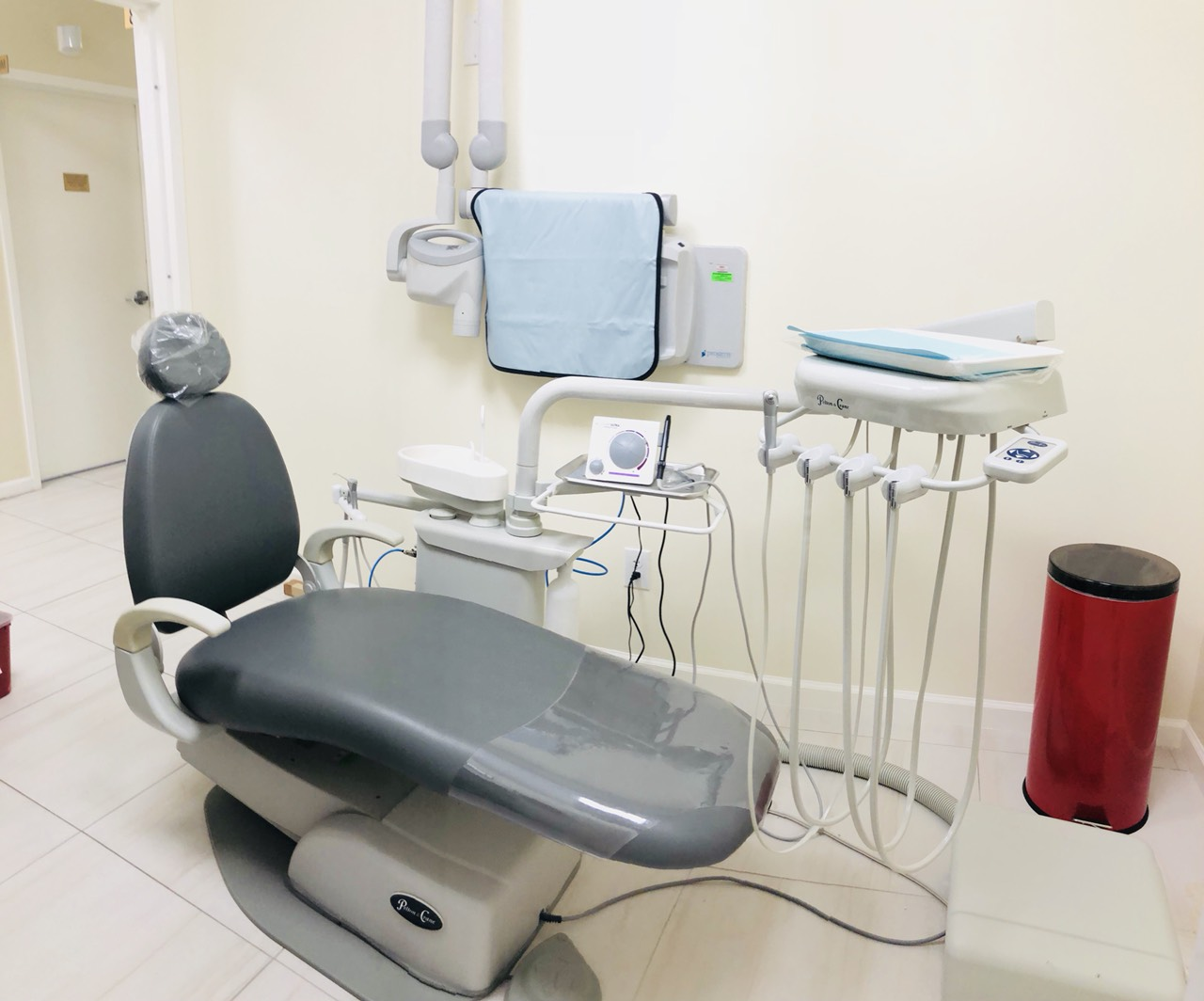
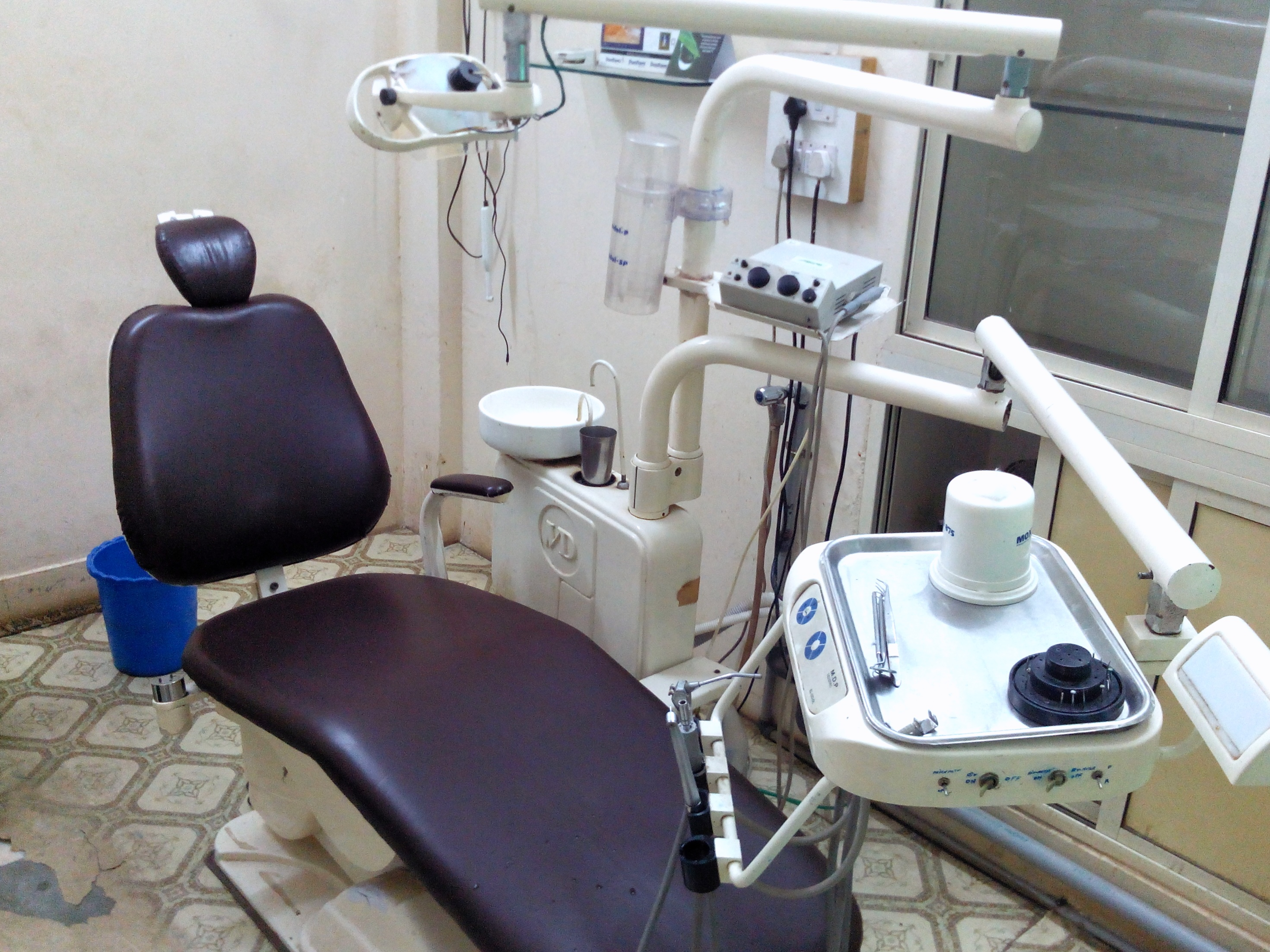
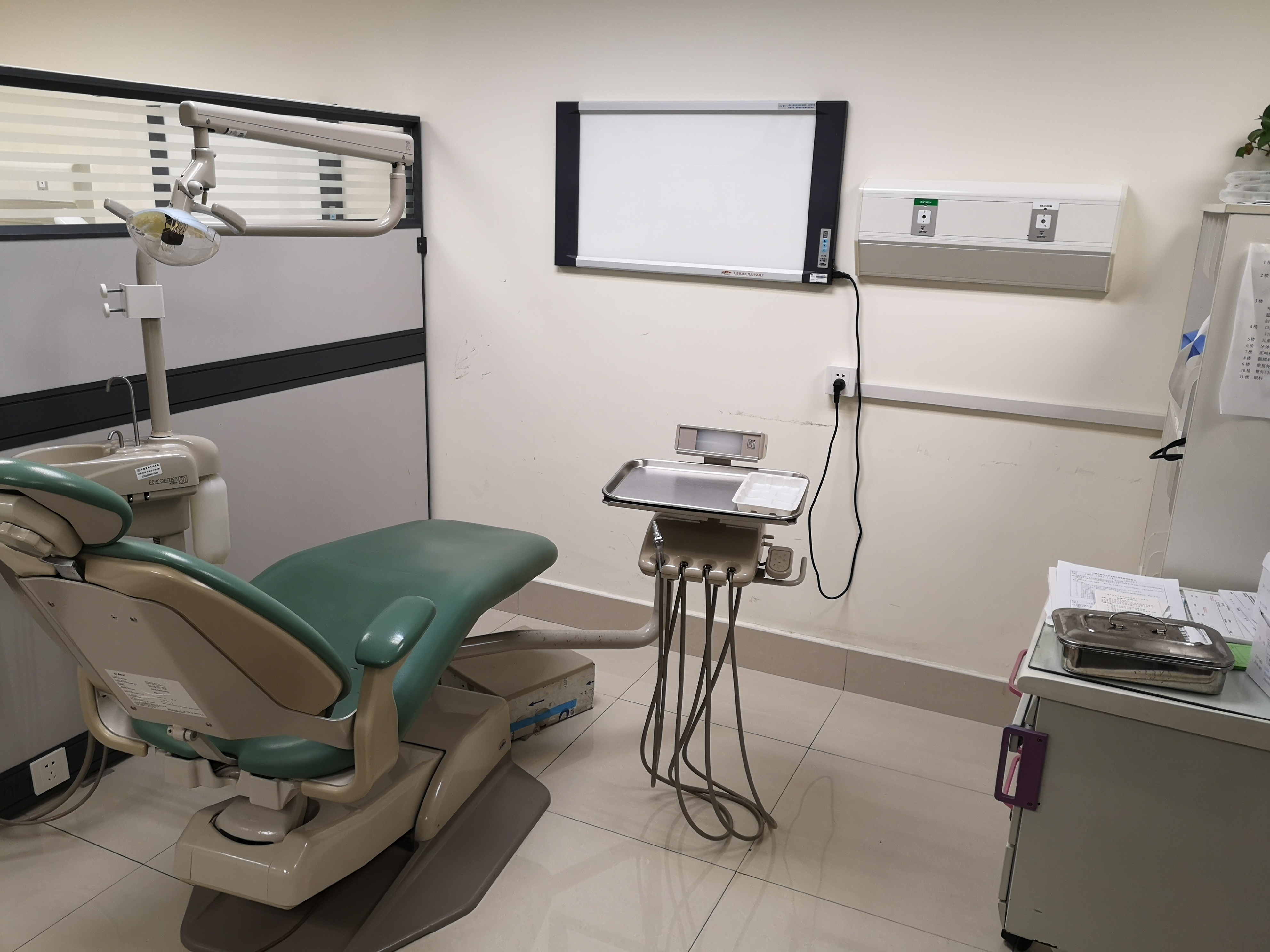

## علاج الأسنان على كرسي الأسنان
- فحص دوري للأسنان
- حشو الأسنان وسحب العصب
- زراعة الأسنان
- تقويم الأسنان
- تركيب القشور الخزفية «الفينير»